# Opéra national de Paris
L'Opéra national de Paris è un'istituzione teatrale pubblica francese posta sotto la tutela del Ministero della Cultura. 
Essa ha come scopo di rendere accessibile il patrimonio lirico e coreografico al maggior numero di persone e di favorire la creazione e la rappresentazione delle opere contemporanee. A questo titolo, l'Opéra dispone di due sale: l'Opéra Garnier (che ospita la compagnia di balletto stabile del teatro) e l'Opéra Bastille.
L'Opera nazionale di Parigi contribuisce inoltre alla formazione professionale e al perfezionamento dei cantanti e dei ballerini, con il suo centro di formazione d'arte lirica e con la celebre scuola di danza, nella vicina Nanterre. Il settore animazione e giovani elabora ogni stagione un programma pedagogico.

## Storia
L'Académie royale de musique fu fondata nel 1669 per volere di Jean-Baptiste Colbert in risposta all'Académie royale de danse, con cui si fuse pochi anni dopo. Incaricata di diffondere l'opera musicale francese in tutto il Paese, è indicata abitualmente solo come l'Opéra.
Non avendo altre risorse finanziarie oltre ai ricavi dei biglietti, il Teatro dell'Opéra ottenne il privilegio di rappresentare dei brani teatrali in musica, con il divieto per altri di fare lo stesso senza autorizzazione.

### L'Ancien Régime

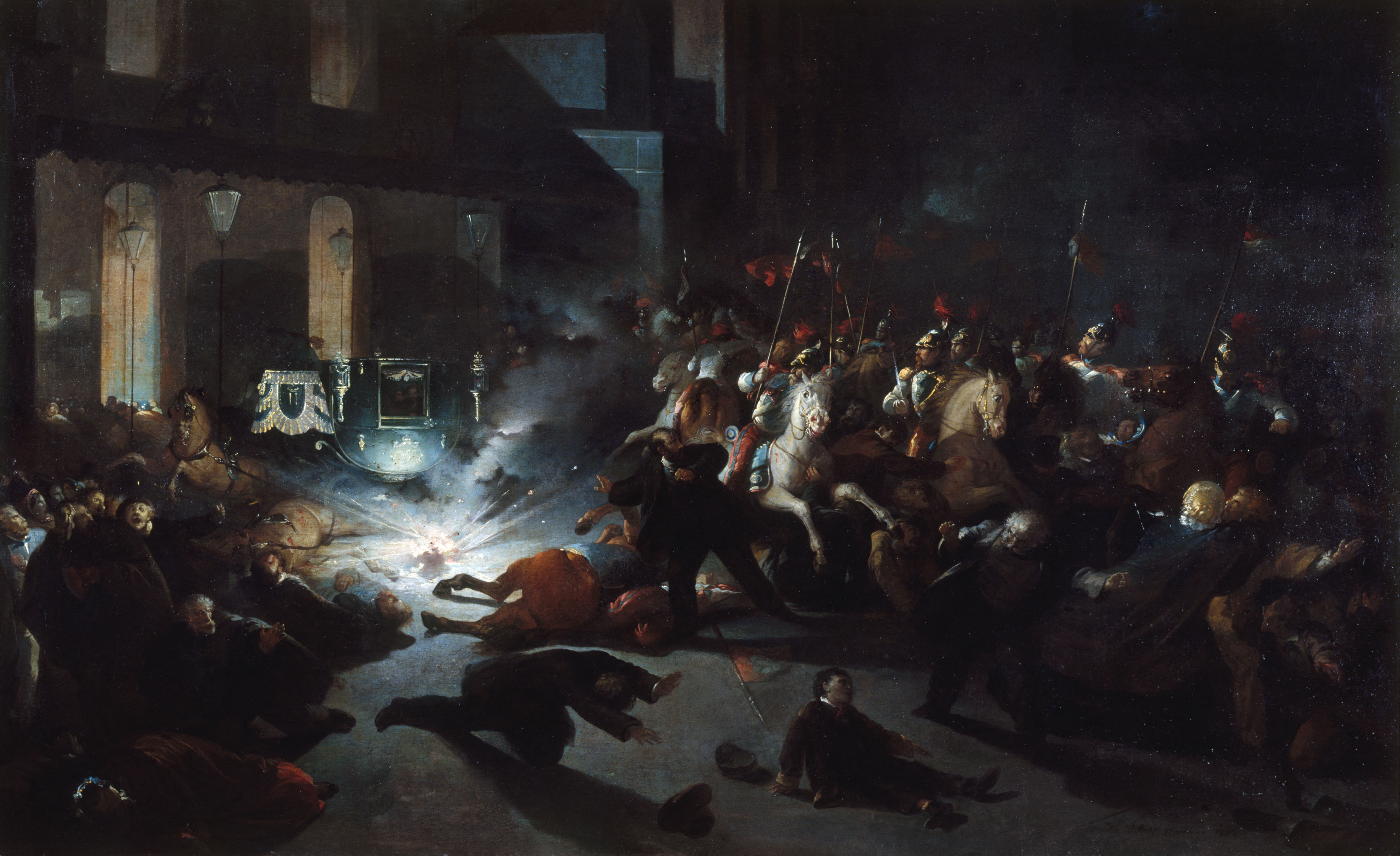
Esplosione della bomba posta da Felice Orsini alla Salle Le Peletier, olio su tela

La prima opera messa in scena dall'Académie de Musique (o Académie d'Opéra) è stata la pastorale Pomone di Robert Cambert, rappresentata nella Salle du Jeu de Paume de la Bouteille (nel III arrondissement) il 3 marzo 1671,per poi proseguire con 146 repliche. Pomone è stata il primo lavoro creato sotto l'egida dell'Opéra ed è tuttora considerata come la prima opera del teatro musicale francese.
Nel 1672 avviene la prima assoluta di Les fêtes de l'Amour et de Bacchus di Jean-Baptiste Lully per l'inaugurazione della Salle du Bel-Air (architetto Carlo Vigarani) in Rue de Vaugirard, il 27 aprile 1673 la prima di Cadmus et Hermione di Lully e nel 1674 il successo di Alceste, ou Le triomphe d'Alcide di Lully, che inaugura la Salle du Théâtre du Palais-Royal (rue Saint-Honoré) di 1 400 posti, come sede dell'Académie Royale de Musique.

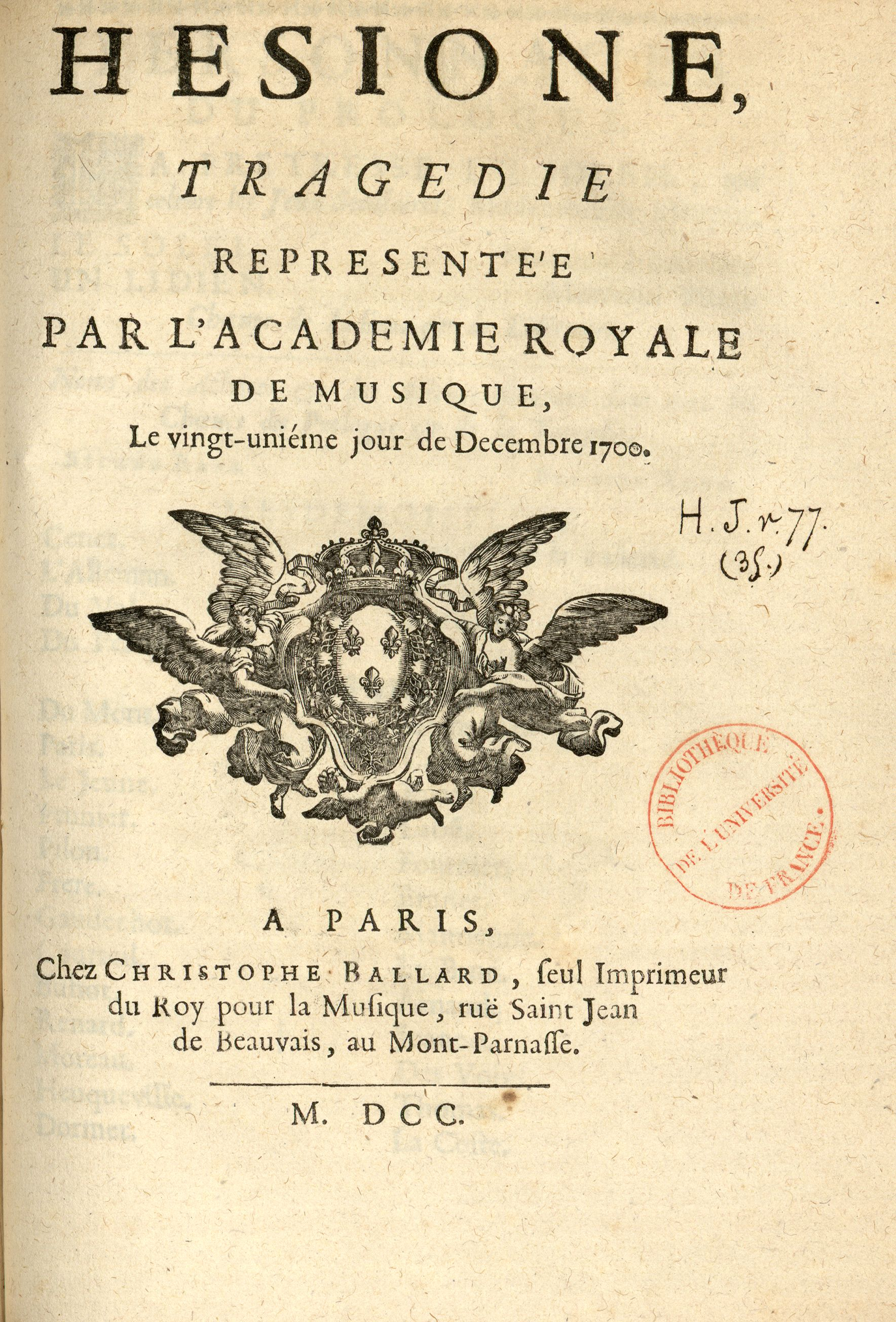
Antoine Danchet, Hesione, tragedie representée par l'Academie royale de musique, le vingt-uniéme jour de decembre 1700, Biblioteca della Sorbona, NuBIS, MS 1200, pièce 35.

Nel 1752 avviene la ripresa de La serva padrona di Pergolesi con grande successo che scatenò una disputa, nota come la Querelle des bouffons, fra i sostenitori dell'opera tradizionale francese, incarnata dallo stile di Lully e Rameau, e i sostenitori della nuova opera buffa italiana fra cui alcuni enciclopedisti (in particolare Jean Jacques Rousseau, anch'egli compositore). La disputa divise la comunità musicale francese e la stessa corte (con la regina che si schierò a fianco degli "italiani"), per due anni, e portò ad una rapida evoluzione del gusto musicale del paese transalpino verso modelli meno schematici e più moderni.
Sempre nello stesso anno avviene la prima assoluta di Il maestro di musica di Pietro Auletta e di La donna superba di Rinaldo di Capua e nel 1753 di Titon et l'Aurore di Jean-Joseph de Mondonville, di La zingara di Rinaldo di Capua, di Gli artigiani arricchiti di Gaetano Latilla e di Bertoldo in corte di Vincenzo Legrenzio Ciampi.
Il 13 dicembre 1753 Joseph-Nicolas-Pancrace Royer diventa il direttore d'orchestra e nel 1757 François Rebel diventa direttore artistico fino al 1767. Nel 1770 avviene l'inaugurazione della seconda Salle du Théâtre du Palais-Royal da 2.500 posti. Il 24 gennaio 1764 venne inaugurata la Salle des Machines del Palazzo delle Tuileries da 7 000 posti con Castor et Pollux di Rameau (alla presenza di Leopold Mozart e Wolfgang Amadeus Mozart).
Dopo l'incendio della sede il 14 agosto 1781, avviene l'inaugurazione della Salle des Menus-Plaisirs de la rue Bergère (nel IX arrondissement di Parigi) da 1 021 posti ed il 27 ottobre successivo della Salle du Théâtre de la Porte Saint-Martin (in Boulevard Saint-Martin di Parigi) da 1 800 posti con la prima assoluta di Adèle de Ponthieu di Piccinni.

### Dopo la Rivoluzione
L'Académie royale de musique cambiò quattordici volte il luogo delle sue rappresentazioni durante il XVIII secolo, fino alla trasformazione, con la Rivoluzione francese, nel Teatro delle arti, oggi chiamato Opéra national de Paris.
Caduta la monarchia, nel 1793 avviene la prima assoluta di Le siège de Thionville di Jadin all'Académie de Musique, nel 1802 di Tamerlan di Peter Winter nel Théâtre des Arts (Opéra, Salle Montansier de la rue Richelieu nel II arrondissement di Parigi). Durante il periodo napoleonico, continuano le rappresentazioni, vi è la prima nel 1811 di Les amazones ou La fondation de Thèbes di Étienne-Nicolas Méhul alla presenza dell'imperatore Napoleone. Nel 1813 vengono rappresentati Gli Abenceragi di Cherubini, alla presenza di Napoleone e Maria Luisa. L'Opéra national de Paris marcherà anche il cambiamento di regime, con nel 1814 di La princesse de Babylone di Spontini, rappresentato nell'Académie Royale de Musique per il ritorno di Luigi XVIII di Francia.
Il XIX secolo è uno dei più prolifici per l'Opéra, grazie al ruolo centrale di Parigi nel regno della musica e delle arti. Nel 1817 il compositore Louis-Luc Loiseau de Persuis è il nuovo direttore musicale ed avviene il successo della ripresa di Fernando Cortez diretta da Kreutzer con Lays e Nicolas-Prosper Levasseur. Gli succede nel 1819 Giovanni Battista Viotti, inaugurando il suo mandato con la prima assoluta di Olympie di Spontini. 

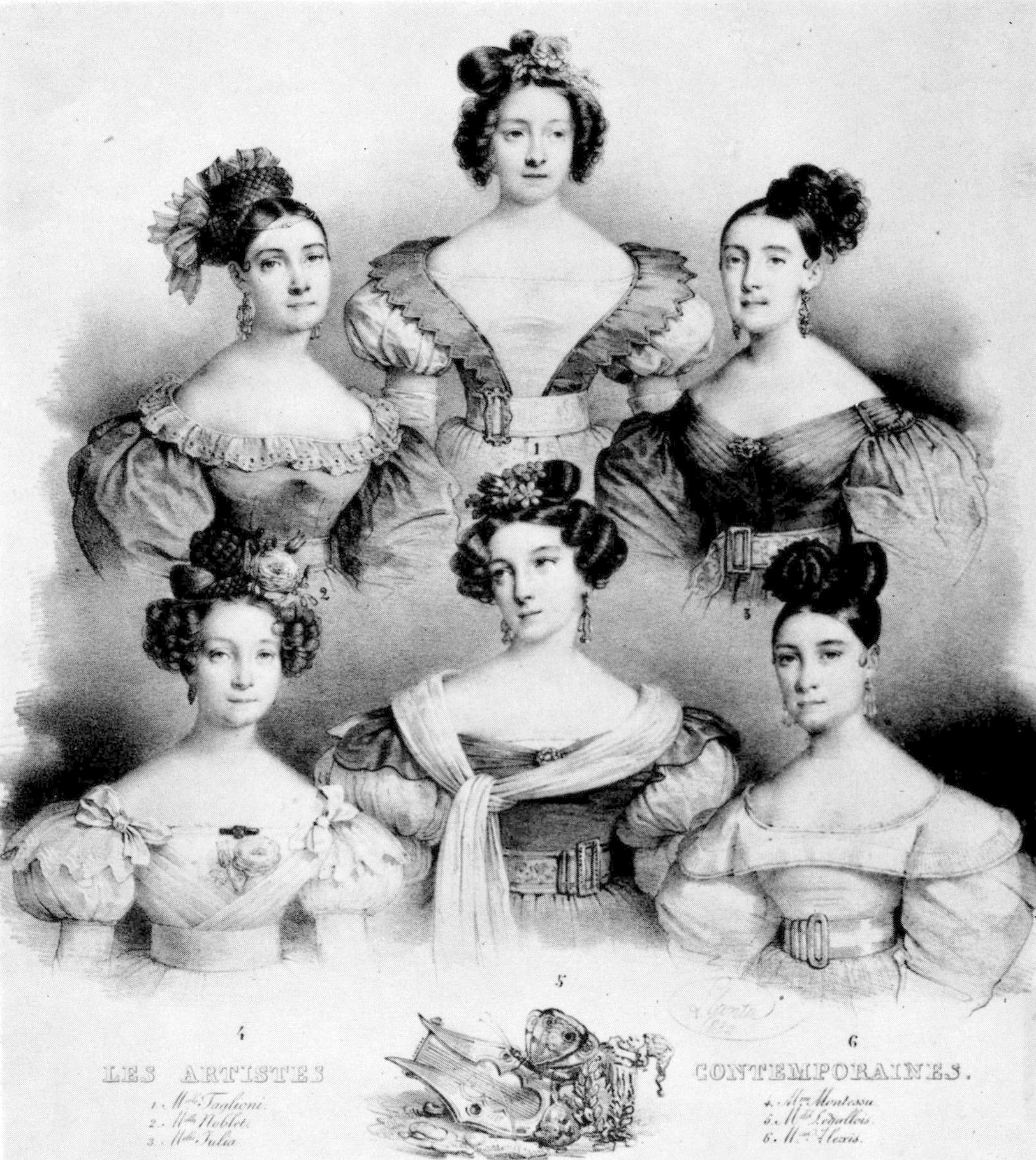
Ballerine principali dell'Opéra de Paris nel 1832, (1) Marie Taglioni, (2) Lise Noblet, (3) M^{lle} Julia [de Varennes], (4) Pauline Montessu, (5) Amélie Legallois, (6) Alexis Dupont; litografia di Lermercier.

Nel 1820 a causa dell'Assassinio del duca di Berry, la Salle du Théâtre Montansier venne distrutta e la compagnia si trasferisce alla 1ª Salle Favart del Théâtre national de l'Opéra-Comique di Parigi. Lì si tiene nel 1821 la prima de La mort du Tasse di Manuel García (padre) ed in seguito la compagnia si trasferisce temporaneamente nella Salle du Théâtre-Louvois (IX arrondissement di Parigi) per arrivare infine nella Salle de rue Le Peletier (IX arrondissement) da 1 954 posti.
Nel 1816 avviene la prima assoluta di L'enfant prodigue di Pierre Gardel con Auguste Vestris. Nel 1822 viene inaugurata l'illuminazione a gas ed avviene la prima assoluta di Florestan ou Le conseil des dix di García e nel 1823 di Lasthénie di Ferdinand Hérold con Adolphe Nourrit e di Vendôme en Espagne di Daniel Auber.
Nel 1824, Gioachino Rossini diventa "directeur de la musique et de la scène du Théâtre-Italien" con l'obbligo di scrivere opere anche per il Théâtre de l'Académie Royale de Musique. Comporrà Le siège de Corinthe (1826), Moïse et Pharaon (1827), Guillaume Tell (1829); il 20 agosto 1828 avviene la prima assoluta de Il Conte Ory con Levasseur e Nourrit, che avevano recitato anche nel Guglielmo Tell. Il 1831 è contrassegnato dal successo del concerto di Niccolò Paganini (alla presenza di Liszt).

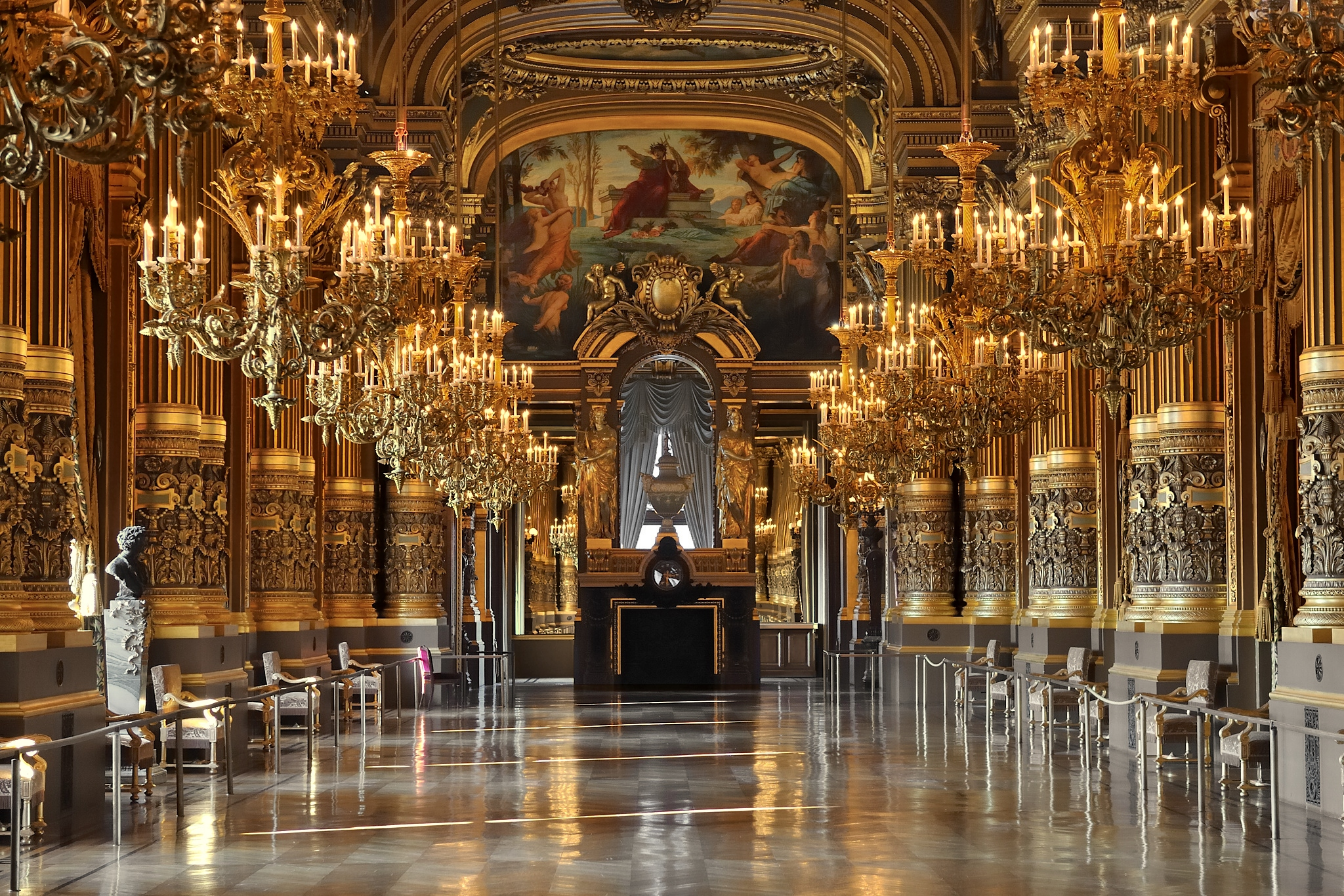
Gran salon dell'Opéra Garnier

L'Opéra si fa forte della schiera di cantanti famosi che ospita. Così, nel 1838 avviene la prima assoluta di Guido et Ginevra ou La peste de Florence di Halévy con Rosina Stoltz e Gilbert-Louis Duprez, mentre il 13 novembre 1843 avviene la prima assoluta di Dom Sébastien di Gaetano Donizetti con Gilbert-Louis Duprez, Rosina Stoltz, Nicolas Levasseur e Paul Barroilhet. Nel 1849 avviene la prima assoluta di Le violon du diable di Arthur Saint-Léon con la musica di Cesare Pugni per il Théâtre de l'Opéra National, e l'attivazione dell'illuminazione elettrica viene inaugurata dal successo di Le prophète di Meyerbeer. Nel 1857, la prima di Le trouvère di Verdi con Adelaide Borghi-Mamo e Louis Mérante alla presenza dell'imperatore Napoleone III di Francia e dell'imperatrice Eugenia de Montijo.
Durante la Terza e Quarta Repubblica Francese, l'Opéra de Paris si stabilisce all'Opéra Garnier, edificio sito in fondo all'avenue de l'Opéra a Parigi e costruito dall'architetto Charles Garnier per volere di Napoleone III. La decisione avviene nel gennaio 1858, a seguito dell'attentato commesso da Felice Orsini all'ingresso di Napoleone III e l'imperatrice Eugenia subiscono al teatro a rue Le Peletier. Il 28 ottobre 1873 un incendio distrugge la Salle de la rue Le Peletier ed il Théâtre de l'Opéra si trasferisce temporaneamente il 19 gennaio 1874 al Théâtre de la comédie italienne fino al 30 dicembre quando passa al Palais Garnier da 2.156 posti che viene inaugurato come Théâtre National de l'Opéra il 5 gennaio 1875 alla presenza del Presidente della Repubblica Mac Mahon, di Alfonso XII di Spagna, di Isabella II di Spagna, di Luigi Filippo Alberto d'Orléans, di Ambroise Thomas e Léo Delibes.
Il primo dicembre 1884 Pedro Gailhard è nominato direttore del Théâtre de l'Opéra.
Il 30 ottobre 1913 viene nominato sovrintendente del Théâtre de l'Opéra Jacques Rouché. Durante la Prima guerra mondiale non si interrompono le recite: nel 1914 avviene la prima assoluta di La lègende de Joseph di Michel Fokine e musica di Richard Strauss con Léonide Massine e Maria Nikolaevna Kuznetsova e di Le rossignol di Stravinsky. Nel 1939 viene nominato sovrintendente ancora Rouché creando la Réunion des Théâtres Lyriques Nationaux con l'Opéra-Comique. Nel 1940, con l'occupazione tedesca, il Governo di Vichy conferma Rouché come sovrintendente, nel 1941 dopo le sue dimissioni avviene la centesima di Le Spectre de la rose di Michel Fokine e la seicentesima di Coppélia con Roland Petit e la prima assoluta di Les animaux modèles di Francis Poulenc e anche di Guignol et Pandore di André Jolivet.

### Il Dopoguerra
Nel 1945, Maurice Lehmann diventa l'amministratore della "Réunion des théâtres lyriques nationaux", che riunisce sotto un'unica tutela l'Opéra Garnier e l'Opéra-Comique. Nello stesso anno, Reynaldo Hahn è nominato direttore del Théâtre de l'Opera, che riscopre le opere di Méhul. Nel 1946 si dimette il sovrintendente Maurice Lehmann.
Lo svizzero Rolf Liebermann viene nominato amministratore generale dell'Opéra de Paris ad inizio 1973. La sua nomina viene preceduta da una serie di cambiamenti strutturali richiesta dello stesso Liebermann, il più importante dei quali è il licenziamento degli artisti assunti come dipendenti fissi del teatro: invece di un gruppo di cantanti stipendiati dall'Opéra, rinforzato a seconda dell'occasione da ospiti esterni, le distribuzioni vengono realizzate totalmente da cantanti invitati messi sotto contratto per la sola rappresentazione. Anche l'orchestra viene completamente rimodellata e i musicisti devono passare un'audizione per conservare il proprio posto. A ciò, segue la chiusura dell'Opéra-Comique, che verrà poi reintegrata come seconda sala di rappresentazioni dell'Opéra national nel 1978. Queste ristrutturazioni vengono accolte dal personale con scioperi ripetuti, ma il pubblico supporta Liebermann, portando al successo produzioni allora reputate rivoluzionarie come Le nozze di Figaro di Mozart con la regia di Giorgio Strehler il 30 marzo 1973 a Versailles e poi ripresa al Palais Garnier.
Gli anni ottanta sono un periodo poco stabile per l'Opéra de Paris, che deve affrontare difficoltà economiche e problemi di direzione, tant'è che tre direttori si succedono in meno di un decennio, malgrado la presenza di Rudol'f Nureev fra il 1983 e il 1989 come direttore di danza del Ballet de l'Opéra.
La costruzione dell'Opéra-Bastille, voluta dal presidente François Mitterrand cambia il panorama artistico della capitale francese. L'Opéra Garnier viene esclusivamente dedicato alla danza, mentre la nuova struttura in piazza della Bastille accoglie l'opera lirica. La fastosa programmazione di Pierre Bergé, direttore de facto dell'Opéra, soffre ben presto delle carenze tecniche della nuova scena e di un numero insufficiente di rappresentazioni. La vittoria della destra alle elezioni del 1993 portano all'allontanamento di Bergé e l'instaurazione di Hugues Gall, ex collaboratore di Rolf Liebermann, come nuovo direttore con l'incarico di stabilire uno statuto per l'Opéra de Paris, che diventa Opéra National de Paris a partire dal 1995.